# Macromia sophrosyne
Macromia sophrosyne là loài chuồn chuồn trong họ Macromiidae. Loài này được Lieftinck mô tả khoa học đầu tiên năm 1952.